# Bellamira
Bellamira (Prunus insititia 'Bellamira') je ovocný strom, kultivar druhu slivoň z čeledi růžovitých. V sortimentu odrůd nově zařazený kříženec slivoní 'Čačanska najbolja' a 'Nancyská', odrůda je samosprašná. Plody žluté, aromatické, vhodné pro konzum i na zpracování. Zraje koncem srpna. Bellamira je řazena mezi mirabelky.

## Původ
Byla vypěstována v Německu v roku 1994 zkřížením odrůd 'Čačanska najbolja' a 'Nancyská'.

## Vlastnosti
Růst střední až slabý, plodnost raná, vysoká, samosprašná odrůda. 

## Plod
Spíše více kulatý než podlouhlý, nesouměrný, středně velký, je 31 – 33mm. Slupka žlutá, ojíněná. Dužnina jde od pecky, má intenzívní mirabelkovou chuť.

## Choroby a škůdci
Tolerantní proti šarce, není náchylná k monilióze.